# Klatovy
Klatovy (in tedesco Klattau) è una città della Repubblica Ceca, capoluogo del distretto omonimo, nella regione di Plzeň.

## Galleria d'immagini

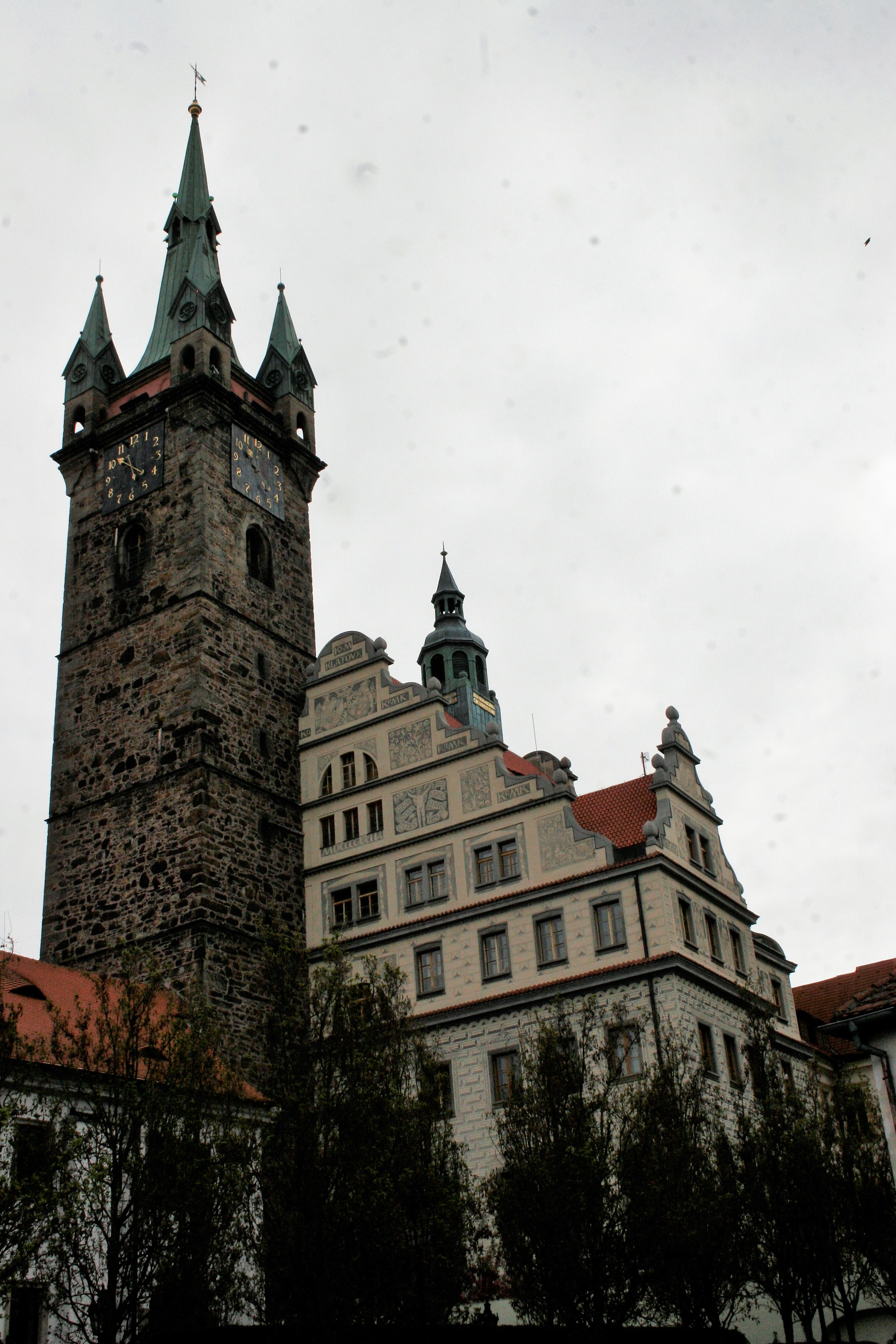
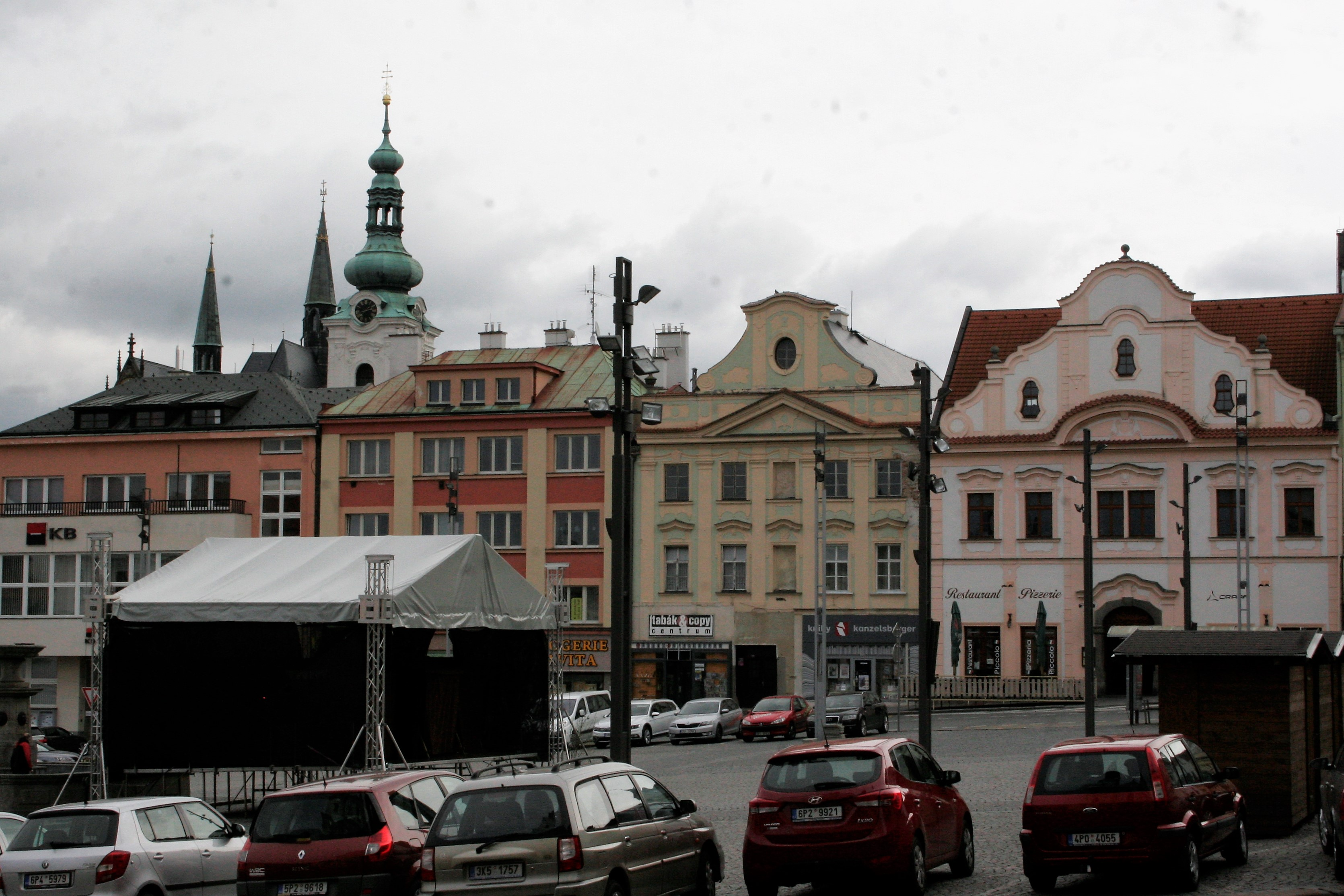
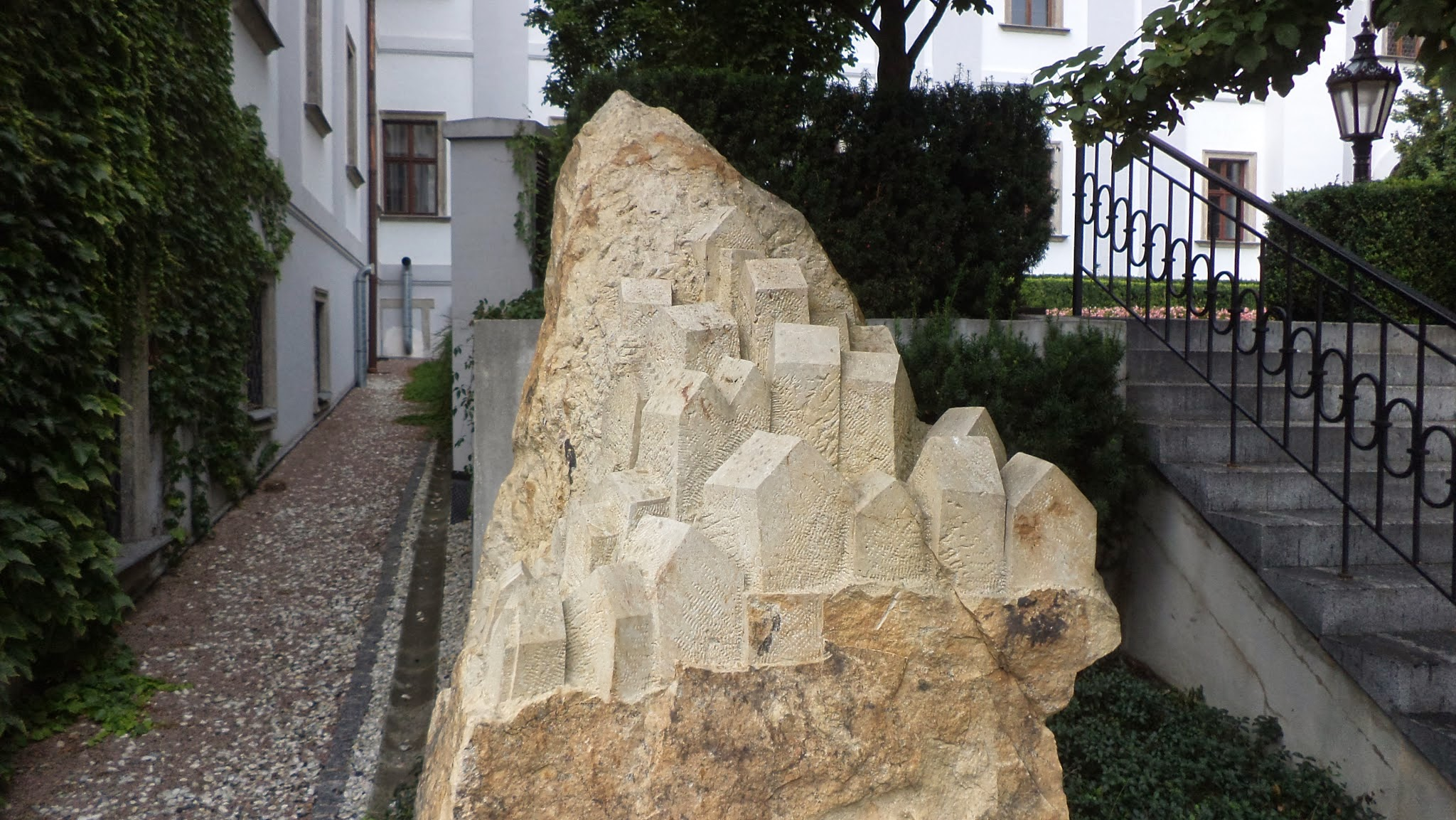